# 楔部
楔部（せつぶ、英: Cuneus）は、ヒトの脳にある後頭葉の一部である。大脳内側面後部、頭頂後頭溝より後ろ、鳥距溝より上の領域。楔部 (ブロードマンの脳地図における17野) は反対側の網膜の上側から視覚情報の入力を受けており、視野の下側を表現している。この領域は初期の視覚処理に関与している領域として知られている。楔部 (線条皮質) の錐体細胞は外線条皮質 (ブロードマンの脳地図における18、19野) へと投射している。楔部からの投射を受けた外線条皮質で起きる中間レベルの視覚処理は、注意やワーキングメモリー、報酬予測などのような、網膜情報以外の情報による調節を受ける。
古くから知られている初期の視覚処理が行われる場所という役割の他に、楔部の灰白質の体積は双極性うつ病患者における抑制的制御 (inhibitory control) の能力と関連があるとされている (Haldane et al, J Neuropsychopharmacology, 2008)。また、賭博依存症の人間は対照群と比較して楔部を含めた背側皮質視覚路の活動が高いとされている (Crockford et al Biological Psychiatry 2005)。

## 画像

楔部の位置を様々な角度から見た動画。赤く塗られている所が左大脳半球の楔部。楔部は大脳の内側面にある。
ヒト右大脳半球の内側面。画像右側青色、鳥距溝より上の部分が楔部（青い所全体は後頭葉）